# N-ядро
N-ядро, пред-N-ядро (nucleolus, prenucleolus) — решения кооперативных игр,
основанные на минимизации степени неудовлетворённости выигрышем подмножеств участников игры (коалиций).

## Формальное определение
Обозначим через e(x) для каждого допустимого распределения выигрышей x в кооперативной игре (N,v)
вектор эксцессов всех коалиций, с элементами, упорядоченными по возрастанию.
Рассмотрим некоторое множество распределений выигрышей A. N-ядром
кооперативной игры относительно множества A называется точка x, соответствующая минимуму отношения лексикографического порядка на множестве всевозможных векторов e(x) для x принадлежащих A.
В случае когда множество A совпадает с множеством всех допустимых распределений выигрышей, соответствующее N-ядро называется пред-N-ядром игры (N,v). Если же A совпадает с множеством дележей, то соответствующее N-ядро называется N-ядром игры (N,v).
Интуитивно N-ядро представляет распределение выигрыша, на котором степень неудовлетворённости самых неудовлетворённых коалиций, измеряемая величиной их эксцесса, будет наименьшей.

## История возникновения
Впервые N-ядро было введено Шмайдлером (Schmeidler) в 1969 году. Шмайдлер рассматривал именно N-ядро (то есть лексикографический минимум на множестве дележей, а не всех распределений выигрышей). Впоследствии большее распространение получило пред-N-ядро, ввиду большого количества интересных свойств, однако, так как термин «N-ядро» уже был занят, оно стало называться «пред-N-ядром».
Шмайдлер доказал существование и единственность N-ядра, также показал, что оно лежит в K-ядре и непрерывно зависит от значений характеристической функции игры v.

## Дальнейшие свойства

### Характеризация посредством сбалансированности
В 1971 году Колберг доказал элегантную характеризацию пред-N-ядра в терминах сбалансированных наборов коалиций.
Его теорема гласит, что данное распределение выигрышей является N-ядром тогда и только тогда, когда для любого вещественного числа {\displaystyle \alpha } верно, что набор коалиций с эксцессом больше {\displaystyle \alpha } является сбалансированным набором.

### Связь с другими решениями
1. Пред-N-ядро всегда содержится в K-ядре. Обычно именно так показывают непустоту K-ядра для любой игры.
2. Если C-ядро непусто, то пред-N-ядро содержится в С-ядре.

### Другие свойства
Пред-N-ядро обладает свойствами анонимности, ковариантности, удовлетворяет аксиоме болвана и является согласованным решением в смысле Девиса-Машлера.

### Вычислительная сложность
Пред-N-ядро отличается от других известных решений неконструктивностью своего определения. Нахождение N-ядра с помощью его определения является весьма трудоемким даже для игр с небольшим числом игроков (так как речь идет о поиске лексикографического минимума на множестве векторов в пространстве размерности {\displaystyle 2^{n}}, где n равно количеству игроков в игре).
Из-за этого большое распространение в последние годы получили задачи, связанные с нахождением пред-N-ядра за ограниченное число действий (полиномиально зависящее от количества игроков в игре) для отдельных классов игр.